# Lijst van oorlogsmonumenten in Lingewaard
De Nederlandse gemeente Lingewaard heeft 16 oorlogsmonumenten. Hieronder een overzicht.
| Nr.  | Object                                     | Herdachte groep                                                                                  | Ontwerper                               | Onthulling        | Type               | Locatie                                                   | Plaats      | Coördinaten                   | Foto                                 |
| ---- | ------------------------------------------ | ------------------------------------------------------------------------------------------------ | --------------------------------------- | ----------------- | ------------------ | --------------------------------------------------------- | ----------- | ----------------------------- | ------------------------------------ |
| 1561 | Diogenes met de lamp                       | algemeen                                                                                         | Piet Kurstjens                          | 8 juli 1948       | reliëf             | Tempelierstraat 1, 6851 BL                                | Huissen     | 51° 56' 13" NB, 5° 56' 37" OL | Meer afbeeldingen                    |
| 1562 | Nederlands grafmonument                    | burgerslachtoffers                                                                               | Wim Harzing                             | 2 november 1947   | begraafplaats/graf | Doelenstraat, 6851 BT                                     | Huissen     | 51° 56' 11" NB, 5° 56' 26" OL | Meer afbeeldingen                    |
| 1563 | Dankbetuiging                              | overig                                                                                           |                                         | 5 mei 1985        | plaquette          | Markt 12, 6851 AG                                         | Huissen     | 51° 56' 13" NB, 5° 56' 39" OL | Dankbetuiging                        |
| 1564 | Herrijzend Nederland                       | algemeen                                                                                         | Ed van Teeseling, Charles Estourgie jr. | 4 november 1950   | reliëf             | Pastoor Pelgrömlaan, 6691 CD                              | Gendt       | 51° 52' 27" NB, 5° 58' 0" OL  | Herrijzend Nederland                 |
| 1565 | Monument aan de Pannerdenseweg             | burgerslachtoffers                                                                               | Tiny van Donzel                         | 4 mei 1958        | overig             | Pannerdenseweg, 6686 BB                                   | Doornenburg | 51° 53' 24" NB, 6° 0' 6" OL   | Monument aan de Pannerdenseweg       |
| 1566 | Nederlands grafmonument                    | burgerslachtoffers                                                                               |                                         |                   | begraafplaats/graf | Kerkstraat, 6687 AD                                       | Angeren     | 51° 55' 1" NB, 5° 57' 36" OL  |                                      |
| 1567 | Monument voor Nederlandse Militairen       | militairen in dienst van het Ned. Kon. na 1945, militairen in dienst van het Ned. Kon. 1940-1945 |                                         |                   | plaquette          | Kerkstraat 2, 6687 AD                                     | Angeren     | 51° 55' 2" NB, 5° 57' 44" OL  | Monument voor Nederlandse Militairen |
| 1568 | Bevrijdingsmonument                        | algemeen                                                                                         | Monica Kilsdonk                         | 4 mei 1985        | gedenksteen        | Van der Mondeweg 22, 6685 BK                              | Haalderen   | 51° 53' 7" NB, 5° 55' 42" OL  | Bevrijdingsmonument                  |
| 1569 | Onze Lieve Vrouw van de Bloeiende Betuwe   | geallieerde militairen, overig                                                                   |                                         | 17 augustus 1946  | kapel              | Heuvelsestraat 5, 6681 LG                                 | Bemmel      | 51° 54' 32" NB, 5° 54' 4" OL  | Meer afbeeldingen                    |
| 1571 | De Vlucht                                  | overig                                                                                           | Renée van Leusden                       | 15 september 2001 | beeld/sculptuur    | Sterreschans                                              | Doornenburg | 51° 53' 26" NB, 6° 1' 21" OL  | Meer afbeeldingen                    |
| 1573 | Monument aan de Leemkuilselaan             | verzet Nederland                                                                                 |                                         |                   | plaquette          | Leemkuilselaan 1, 6681 BZ                                 | Bemmel      | 51° 53' 23" NB, 5° 54' 2" OL  | Monument aan de Leemkuilselaan       |
| 1574 | Waarom ik?                                 | algemeen                                                                                         | Jac Maris                               | 4 mei 1957        | beeld/sculptuur    | Kinkelenburglaan, 6681 BJ                                 | Bemmel      | 51° 53' 24" NB, 5° 53' 49" OL | Meer afbeeldingen                    |
| 3610 | Exodus-monument (2)                        | burgerslachtoffers                                                                               |                                         | 25 juni 2011      | plaquette          | Bloemstraat/Boskoops Glorie 33, 6851 VH                   | Huissen     | 51° 55' 47" NB, 5° 56' 28" OL | Meer afbeeldingen                    |
| 3629 | Exodus-monument (1)                        | burgerslachtoffers                                                                               |                                         | 17 april 2010     | plaquette          | Oude begraafplaats Doelenstraat 1 / Stadswal, 6851 BT     | Huissen     | 51° 56' 14" NB, 5° 56' 22" OL | Meer afbeeldingen                    |
|      | Monument 'Slagveld De Heuvel'              | ...                                                                                              |                                         | 2019              | kunstwerk          | De Vergert/Heuvelsestraat                                 | Bemmel      | 51° 54' 28" NB, 5° 54' 2" OL  | Monument 'Slagveld De Heuvel'        |
|      | Vector of Memory (Liberation Route Europe) | geallieerde militairen                                                                           |                                         | 21 januari 2023   | plaquette          | (Oorlogsmuseum Niemandsland) Nijmeegsestraat 19a, 6691 cK | Gendt       | 51° 52' 27" NB, 5° 57' 59" OL |                                      |

Aalten ·
Apeldoorn ·
Arnhem ·
Barneveld ·
Berg en Dal ·
Berkelland ·
Beuningen ·
Bronckhorst ·
Brummen ·
Buren ·
Culemborg ·
Doesburg ·
Doetinchem ·
Druten ·
Duiven ·
Ede ·
Elburg ·
Epe ·
Ermelo ·
Harderwijk ·
Hattem ·
Heerde ·
Heumen ·
Lingewaard ·
Lochem ·
Maasdriel ·
Montferland ·
Neder-Betuwe ·
Nijkerk ·
Nijmegen ·
Nunspeet ·
Oldebroek ·
Oost Gelre ·
Oude IJsselstreek ·
Overbetuwe ·
Putten ·
Renkum ·
Rheden ·
Rozendaal ·
Scherpenzeel ·
Tiel ·
Voorst ·
Wageningen ·
West Betuwe ·
West Maas en Waal ·
Westervoort ·
Wijchen ·
Winterswijk ·
Zaltbommel ·
Zevenaar ·
Zutphen